# DFB-Pokal 2020/21 (Frauen)
Der DFB-Pokal der Frauen wurde in der Saison 2020/21 zum 41. Mal ausgespielt. Das Finale fand wie seit der Saison 2009/10 im Rheinenergiestadion in Köln statt.

## Teilnehmende Mannschaften
Automatisch qualifiziert sind die Mannschaften der 1. und der 2. Bundesliga der abgelaufenen Spielzeit. Dazu kommen die Meister der fünf Regionalligastaffeln und die Sieger der 21 Landespokalwettbewerbe. Zweite Mannschaften sind grundsätzlich nicht teilnahmeberechtigt. Da aufgrund der COVID-19-Pandemie die meisten Landespokale abgebrochen wurden, wurde es diesen Landesverbänden überlassen, welche Mannschaft sie als Vertreter melden, wenn kein Finale gespielt werden kann. Insgesamt nehmen 52 Mannschaften am Pokal teil.
| Bundesliga Die 12 Vereine der Saison 2019/20 | 2. Bundesliga 9 der 14 Vereine der Saison 2019/20 3 | Regionalliga Meister, Aufsteiger und Nächstplatzierte der Regionalliga-Saison 2019/20 |
| VfL Wolfsburg (TV) FC Bayern München TSG 1899 Hoffenheim 1. FFC Turbine Potsdam SGS Essen Eintracht Frankfurt 1 SC Freiburg SC Sand MSV Duisburg Bayer 04 Leverkusen 1. FC Köln (II) Carl Zeiss Jena (II) 2                        | Werder Bremen (I) SV Meppen (I) Borussia Mönchengladbach FC Ingolstadt 04 BV Cloppenburg FSV Gütersloh 2009 SG 99 Andernach 1. FC Saarbrücken Arminia Bielefeld | SpVg Berghofen (II) Borussia Bocholt (II) SV Henstedt-Ulzburg (III) RB Leipzig (II) 1. FFC 08 Niederkirchen (II) Würzburger Kickers (II) 3 SV Göttelborn (III) VfL Bochum (III) FC Viktoria Berlin (III) 1. FC Nürnberg (III)                   |
| Verbandspokale Pokalsieger der 21 Landesverbände des DFB | | |
| - Baden Karlsruher SC (III) - Bayern 4 SV 67 Weinberg (III) - Berlin BSV GW Neukölln (IV) 5 - Brandenburg 6 FSV Babelsberg 74 (III) - Bremen ATS Buntentor (III) - Hamburg Walddörfer SV (III) - Hessen 7 SC Opel Rüsselsheim (IV) | - Mecklenburg-Vorpommern 8 Rostocker FC (III) - Mittelrhein SC Fortuna Köln (IV) - Niederrhein SV Budberg (III) 9 - Niedersachsen TV Jahn Delmenhorst (III) - Rheinland SV Holzbach (III) - Saarland 1. FC Riegelsberg (III) - Sachsen FC Phoenix Leipzig (III) 10 | - Sachsen-Anhalt Magdeburger FFC (III) - Schleswig-Holstein 11 Holstein Kiel (III) - Südbaden SV Gottenheim (IV) - Südwest 12 TuS Wörrstadt (III) - Thüringen 1. FFV Erfurt (III) - Westfalen SSV Rhade (IV) - Württemberg SV Alberweiler (III) |
| Ligaebene in Klammern: I = Bundesliga • II = 2. Bundesliga • III = Regionalliga • IV = 4. Liga • V = 5. Liga • VI = 6. Liga | | |

## Modus
Klassentiefere Teams erhalten bis zum Viertelfinale das Heimrecht gegen klassenhöhere zugesprochen. Sollten sich jedoch beide Teams unterhalb der 2. Bundesliga befinden, erfolgt kein Heimrechttausch.

## Runden

### 1. Runde
Die Auslosung erfolgte am 25. August. Die zwölf Erstligisten der vergangenen Saison erhielten ein Freilos. Der BV Cloppenburg trat nach Rückzug aufgrund von Insolvenz nicht mehr zu seiner Erstrundenpartie an, Magdeburg kam kampflos weiter.
| Datum              |                               | Ergebnis                         |                              |
| ------------------ | ----------------------------- | -------------------------------- | ---------------------------- |
| 19. September 2020 | BSV Grün-Weiss Neukölln (IV)  | 0:9 (0:3)                        | SV Meppen (I)                |
| 20. September 2020 | Borussia Mönchengladbach (II) | 0:5 (0:3)                        | Werder Bremen (I)            |
| 26. September 2020 | SV 67 Weinberg (III)          | 7:1 (2:0)                        | SV Holzbach (III)            |
| 26. September 2020 | Holstein Kiel (III)           | 1:2 (0:0)                        | SpVg Berghofen (II)          |
| 26. September 2020 | FC Ingolstadt 04 (II)         | 3:2 (2:0)                        | Würzburger Kickers (II)      |
| 26. September 2020 | SV Gottenheim (IV)            | 3:6 (2:1)                        | 1. FC Saarbrücken (II)       |
| 26. September 2020 | SV Alberweiler (III)          | 0:2 (0:0)                        | SG 99 Andernach (II)         |
| 26. September 2020 | FSV Gütersloh 2009 (II)       | 5:1 (2:1)                        | Arminia Bielefeld (II)       |
| 26. September 2020 | SSV Rhade (IV)                | 0:1 (0:1)                        | Borussia Bocholt (II)        |
| 27. September 2020 | SC Fortuna Köln (IV)          | 3:0 n. V.                        | FSV Babelsberg 74 (III)      |
| 27. September 2020 | RB Leipzig (II)               | 2:0 (1:0)                        | 1. FFC 08 Niederkirchen (II) |
| 27. September 2020 | SV Budberg (III)              | 0:3 (0:2)                        | SV Henstedt-Ulzburg (III)    |
| 27. September 2020 | 1. FC Riegelsberg (III)       | 1:1 n. V. (1:1, 1:0) (4:5 i. E.) | Karlsruher SC (IV)           |
| 27. September 2020 | SC Opel Rüsselsheim (IV)      | 0:0 n. V. (5:4 i. E.)            | 1. FC Nürnberg (III)         |
| 27. September 2020 | Magdeburger FFC (III)         | Kampflos                         | BV Cloppenburg (II)          |
| 27. September 2020 | TV Jahn Delmenhorst (III)     | 8:1 (2:1)                        | ATS Buntentor (III)          |
| 27. September 2020 | VfL Bochum (III)              | 3:0 (2:0)                        | FC Viktoria Berlin (III)     |
| 27. September 2020 | 1. FFV Erfurt (III)           | 3:1 (1:0)                        | FC Phoenix Leipzig (III)     |
| 27. September 2020 | TuS Wörrstadt (III)           | 0:5 (0:3)                        | SV Göttelborn (III)          |
| 27. September 2020 | Rostocker FC (III)            | 0:2 (0:1)                        | Walddörfer SV (III)          |

### 2. Runde
Die Auslosung fand am 1. Oktober 2020 statt. In dieser Runde der letzten 32 steigen die zwölf Bundesligisten der vergangenen Saison ein. Die Spiele finden am 31. Oktober und 1. November 2020 statt. Bei der Begegnung zwischen dem FC Ingolstadt 04 und der TSG Hoffenheim wurde das Heimrecht getauscht, die Partie wurde im Ensinger-Stadion in St. Leon-Rot ausgetragen.
| Datum             |                           | Ergebnis  |                            |
| ----------------- | ------------------------- | --------- | -------------------------- |
| 31. Oktober 2020  | SG 99 Andernach (II)      | 3:1       | 1. FC Saarbrücken (II)     |
| 31. Oktober 2020  | Magdeburger FFC (III)     | 0:8       | 1. FFC Turbine Potsdam (I) |
| 31. Oktober 2020  | VfL Bochum (III)          | 00:11     | VfL Wolfsburg (I)          |
| 31. Oktober 2020  | Karlsruher SC (IV)        | 0:8       | Eintracht Frankfurt (I)    |
| 31. Oktober 2020  | Borussia Bocholt (II)     | 0:3       | MSV Duisburg (I)           |
| 31. Oktober 2020  | FSV Gütersloh 2009 (II)   | 3:2 n. V. | SGS Essen (I)              |
| 31. Oktober 2020  | SC Fortuna Köln (IV)      | 0:2       | Werder Bremen (I)          |
| 1. November 2020  | RB Leipzig (II)           | 4:1       | SpVg Berghofen (II)        |
| 1. November 2020  | SV Henstedt-Ulzburg (III) | 2:3       | SV Meppen (I)              |
| 1. November 2020  | 1. FC Köln (II)           | 1:0       | Bayer 04 Leverkusen (I)    |
| 1. November 2020  | FC Carl Zeiss Jena (II)   | 0:2       | FC Bayern München (I)      |
| 1. November 2020  | SC Opel Rüsselsheim (IV)  | 00:11     | SC Freiburg (I)            |
| 1. November 2020  | FC Ingolstadt 04 (II)     | 2:4 n. V. | TSG Hoffenheim (I)         |
| 1. November 2020  | SV 67 Weinberg (III)      | 5:0       | 1. FFV Erfurt (III)        |
| 6. Dezember 2020  | SV Göttelborn (III)       | 1:4       | SC Sand (I)                |
| 13. Dezember 2020 | TV Jahn Delmenhorst (III) | 1:2       | Walddörfer SV (III)        |

### Achtelfinale
Die Auslosung erfolgte am 8. November 2020 in der ARD-Sportschau. Als „Losfee“ fungierte die ehemalige Nationalspielerin Inka Grings.
| Datum            |                            | Ergebnis              |                         |
| ---------------- | -------------------------- | --------------------- | ----------------------- |
| 5. Dezember 2020 | SV 67 Weinberg (III)       | 1:9                   | SC Freiburg (I)         |
| 6. Dezember 2020 | RB Leipzig (II)            | 0:4                   | Eintracht Frankfurt (I) |
| 6. Dezember 2020 | SG 99 Andernach (II)       | 6:1                   | FSV Gütersloh 2009 (II) |
| 6. Dezember 2020 | VfL Wolfsburg (I)          | 3:1                   | MSV Duisburg (I)        |
| 6. Dezember 2020 | 1. FC Köln (II)            | 1:6                   | TSG 1899 Hoffenheim (I) |
| 30. Januar 2021  | Walddörfer SV (III)        | 00:13                 | FC Bayern München (I)   |
| 28. Februar 2021 | 1. FFC Turbine Potsdam (I) | 2:1                   | SC Sand (I)             |
| 28. Februar 2021 | Werder Bremen (I)          | 2:2 n. V. (5:3 i. E.) | SV Meppen (I)           |

### Viertelfinale
Die Auslosung erfolgte am 3. Januar 2021 in der ARD-Sportschau.
| Datum         |                         | Ergebnis |                            |
| ------------- | ----------------------- | -------- | -------------------------- |
| 19. März 2021 | TSG 1899 Hoffenheim (I) | 1:2      | FC Bayern München (I)      |
| 20. März 2021 | VfL Wolfsburg (I)       | 7:0      | Werder Bremen (I)          |
| 21. März 2021 | SC Freiburg (I)         | 6:3      | 1. FFC Turbine Potsdam (I) |
| 21. März 2021 | SG 99 Andernach (II)    | 1:7      | Eintracht Frankfurt (I)    |

### Halbfinale
Die Auslosung erfolgte am 28. Februar 2021. Es verblieben nur noch Mannschaften der ersten Bundesliga im Wettbewerb.
| Datum         |                     | Ergebnis |                   |
| ------------- | ------------------- | -------- | ----------------- |
| 3. April 2021 | Eintracht Frankfurt | 2:1      | SC Freiburg       |
| 4. April 2021 | VfL Wolfsburg       | 2:0      | FC Bayern München |

### Finale
| Paarung             | Eintracht Frankfurt – VfL Wolfsburg |
| Ergebnis            | 0:1 n. V. |
| Datum               | 30. Mai 2021, 16:00 Uhr |
| Stadion             | Rheinenergiestadion, Köln |
| Zuschauer           | 0 |
| Schiedsrichterin    | Mirka Derlin (Bad Schwartau) |
| Tore                | 0:1 Pajor (118.) |
| Eintracht Frankfurt | Merle Frohms – Letícia Santos, Sophia Kleinherne, Laura Störzel (95. Virginia Kirchberger), Camilla Küver (91. Janina Hechler) – Sjoeke Nüsken, Tanja Pawollek (40. Alexandra Jóhannsdóttir) – Laura Feiersinger, Laura Freigang, Barbara Dunst (106. Shekiera Martinez) – Lara Prašnikar Cheftrainer: Niko Arnautis |
| VfL Wolfsburg       | Almuth Schult – Felicitas Rauch, Dominique Janssen, Sara Doorsoun, Joelle Wedemeyer (49. Anna Blässe) – Lena Oberdorf, Ingrid Syrstad Engen – Fridolina Rolfö (98. Friederike Abt), Rebecka Blomqvist (65. Pia-Sophie Wolter), Svenja Huth – Ewa Pajor (120. Zsanett Jakabfi) Cheftrainer: Stephan Lerch             |
| Gelbe Karten        | Niko Arnautis, Sophia Kleinherne – Lena Oberdorf, Zsanett Jakabfi |
| Platzverweise       | keine – Almuth Schult (96.) |